# Alive 2007
Alive 2007 – album koncertowy francuskiego duetu Daft Punk, po raz pierwszy wydany 19 listopada 2007. Po Alive 1997 jest to drugi album na żywo nagrany przez zespół. Alive 2007 zawiera ich występ w Bercy w Paryżu 14 czerwca 2007.
Wydanie albumu w Ameryce Północnej zostało opóźnione do 4 grudnia 2007 z powodu problemów produkcyjnych. Mimo to pobranie płyty w wersji cyfrowej było możliwe dopiero 20 listopada 2007. Wypuszczono również wydanie specjalne płyty zawierające bis z Alive Tour 2007 na drugim dysku. Zawiera również 50-stronicową książkę zawierającą zdjęcia z wycieczki zebrane przez DJ Falcona. Pierwszy singiel z albumu, "Harder, Better, Faster, Stronger (Alive 2007)" został wydany cyfrowo 15 października 2007.
Album zdobył nagrodę Grammy w kategorii Best Electronic / Dance Album w 2009 roku.

## Lista utworów
1. "Robot Rock" / "Oh Yeah" – 6:28
2. "Touch It" / "Technologic" – 5:30
3. "Television Rules the Nation" / "Crescendolls" – 4:51
4. "Too Long" / "Steam Machine" – 7:02
5. "Around the World" / "Harder, Better, Faster, Stronger" – 5:43
6. "Burnin'" / "Too Long" – 7:12
7. "Face to Face" / "Short Circuit" – 4:55
8. "One More Time" / "Aerodynamic" – 6:11
9. "Aerodynamic Beats" / "Forget About the World" – 3:32
10. "The Prime Time of Your Life" / "The Brainwasher" / "Rollin' & Scratchin'" / "Alive" – 10:22
11. "Da Funk" / "Daftendirekt" – 6:37
12. "Superheroes" / "Human After All" / "Rock'n Roll" – 5:41

### Bonus CD
1. Bis: "Human After All" / "Together" / "One More Time (reprise)" / "Music Sounds Better with You" – 9:59
2. Teledysk: "Harder, Better, Faster, Stronger (Alive 2007)"

## Pozycje na listach
| Listy (2007)                              | Najwyższa pozycja |
| ----------------------------------------- | ----------------- |
| Australia                                 | 14                |
| Belgia (Flanders)                         | 6                 |
| Belgia (Wallonie)                         | 6                 |
| Francja                                   | 1                 |
| Meksyk                                    | 26                |
| Holandia                                  | 47                |
| Szwajcaria                                | 17                |
| Stany Zjednoczone (Top Electronic Albums) | 1                 |
| Wielka Brytania                           | 86                |